# Роса Саласар Аренас
Роса Саласар Аренас (на испански: Rosa Salazar Arenas) е мексиканска актриса, писателка, сценаристка. Изградила е кариерата си в компания Телевиса.
Най-успешните ѝ теленовели са Това, което животът ми открадна (2013 – 2014), Трите лица на Ана (2016 – 2017), Признавам се за виновна (2017 – 2018), Богатите също плачат (2022) и Мащехата (2022).
Роса Саласар Аренас е работила с продуцентите Ернесто Алонсо, Силвия Пинал, Марко Флавио Крус и Луис де Яно Маседо, Жисел Гонсалес Салгадо и Роберто Гомес Фернандес, Роси Окампо, Анджели Несма, Карла Естрада, Карлос Бардасано, Кармен Армендарис и Никандро Диас Гонсалес.

## Биография
Роса Саласар Аренас е родена в град Мексико в семейството на актьорите Абел Саласар и Росита Аренас.
Кариерата си като актриса започва през 1984 г. в игралния филм Никога повече, режисиран от Абел Саласар, с участието на Гонсало Вега. През същата година участва във филма Затъмнение, режисиран от Хулио Кастийо, с участието на Силвия Пинал, Хоакин Кордеро и Офелия Гилмайн. През 1986 г. участва в теленовелата Измамата, продуцирана от Ернесто Алонсо, с участието на Ерика Буенфил и Франк Моро. По време на записите режисьорът Серхио Хименес съветва Роса да се насочи към писането на сценарии.
През 1996 г. дебютира като писател и сценарист. Първият ѝ проект е теленовелата Училищен вестник, продуцирана от Марко Флавио Крус и Луис де Яно Маседо, с участието на Хулиета Росен, Хулио Алеман и Иран Кастийо.
Между 1996 г. и 2007 г. е сценарист на сериала Жени, случаи от реалния живот, за който пише повече от 550 епизода.
През 2009 г. адаптира втората част на теленовелата Душа от желязо съвместно с Марсела Герти, продуцирана от Жисел Гонсалес Салгадо и Роберто Гомес Фернандес.
През 2010 г. година започва работа с продуцентката Анджели Несма, чието им сътрудничество продължава до 2024 г., когато Несма решава да се пенсионира. През тези 14 години Роса Саласар Аренас пише либретото на следните теленовели, продуцирани от Анджели Несма: Изпълнена с любов, Бездната на страстта, Това, което животът ми открадна, Нека Бог ти прости, Трите лица на Ана, Признавам се за виновна, Разделена любов и Твоят живот е моят живот.
През 2019 г. адаптира биографичния сериал Силвия Пинал, пред теб, разказващ за живота на мексиканската актриса, продуцент и политик Силвия Пинал, продуциран от Карла Естрада.
През 2022 г. пише версията на теленовелата Богатите също плачат, продуцирана от Карлос Бардасано, заедно с Естер Фелдман, която е базирана на едноименната теленовела от 1979 г., адаптирана от Мария Саратини, Валерия Филипс и Карлос Ромеро въз основа на оригиналната история от Инес Родена; с участието на Клаудия Мартин и Себастиан Рули. През същата година пише допълнителни диалози на теленовелата Мащехата, продуцирана от Кармен Армендарис, в сътрудничество с Рикардо Техеда, Фермин Сунига и Антони Мартинес, чиято версия е създадена от писателката и сценаристка Габриела Ортигоса въз основа на едноименната теленовела от 2005 г. по сценарий на Лиляна Абуд, базирана на оригиналната история от Артуро Моя Грау; с участието на Арасели Арамбула и Андрес Паласиос. И двете теленовели са част от франчайза Фабрика за мечти.
През 2024 г. пише сценария на теленовелата Твоят живот е моят живот заедно с Алехандра Диас и Хуан Карлос Алкала въз основа на оригиналната история от Карлос Еспиноса, Алексис Мардонес и Гилермо Гарсия.
През 2025 г. е съавтор на сценария на теленовелата Към морето, която е базирана на чилийската теленовела Обичай дълбоко, създадена от Джонатан Кучакович.

## Творчество

### Оригинални истории
- Мисия SOS (2004)
- Училищен съветник (1996) с Карлос Агилар

### Адаптации
- Към морето (2025) с Алехандра Диас, версия и либрето от Хуан Карлос Алкала, оригинал от Джонатан Кучакович
- Твоят живот е моят живот (2024) с Алехандра Диас, версия от Хуан Карлос Алкала, оригинал от Карлос Еспиноса, Алексис Мардонес и Гилермо Гарсия
- Богатите също плачат (2022) с Естер Фелдман, оригинал от Инес Родена
- Силвия Пинал, пред теб (2019) оригинал от Адриана Лоренсон
- Втора част на Душа от желязо (2009) с Марсела Герти, оригинал от Адриан Суар
- Жени, случаи от реалния живот (1996 – 2007) оригинал от Хорхе Лосано Сориано

### Ко-адаптации
- Моят път е да те обичам (2022 – 2023) с Хулиан Агилар и Рубен Нуниес, адаптация от Хуан Карлос Алкала
- Мащехата (2022) с Рикардо Техеда, Фермин Сунига и Антони Мартинес, адаптация от Габриела Ортигоса
- Разделена любов (2022) с Фермин Сунига, адаптация от Хуан Карлос Алкала
- Признавам се за виновна (2017 – 2018) с Фермин Сунига и Грасиела Искиердо, адаптация от Хуан Карлос Алкала
- Трите лица на Ана (2016) с Фермин Сунига и Грасиела Искиердо, адаптация от Хуан Карлос Алкала
- Нека Бог ти прости (2015) с Фермин Сунига и Хорхе Серванес, адаптация от Хуан Карлос Алкала
- Това, което животът ми открадна (2013 – 2014) с Фермин Сунига и Хорхе Сервантес, адаптация от Хуан Карлос Алкала
- Бездната на страстта (2012) с Фермин Сунига, адаптация от Хуан Карлос Алкала
- Изпълнена с любов (2010 – 2011) с Фермин Сунига и Хорхе Сервантес, адаптация от Хуан Карлос Алкала

## Филмография
- Жени, случаи от реалния живот (2002)
- Самотен баща (1992)
- Цената на славата (1987) – Рената
- Измамата (1986) – Алис
- Моят скъп квартал (1985) – Йоланда
- Затъмнение (1984) – Сесилия
- Никога повече (1984) – Лорена

## Награди и номинации
Златни награди TV Adicto
| Година | Категория           | Теленовела | Резултат |
| ------ | ------------------- | ---------- | -------- |
| 2022   | Най-добра адаптация | Мащехата   | Печели   |

Награди TVyNovelas
| Година | Категория                       | Теленовела                      | Резултат   |
| ------ | ------------------------------- | ------------------------------- | ---------- |
| 2018   | Най-добра история или адаптация | Признавам се за виновна         | Номинирана |
| 2015   | Най-добра история или адаптация | Това, което животът ми открадна | Печели     |
| 2013   | Най-добра история или адаптация | Бездната на страстта            | Номинирана |